# Câline et Calebasse
Câline et Calebasse, également intitulée Les Mousquetaires, est une série de bande dessinée créée par Raoul Cauvin (scénario) et Mazel (dessin), publiée dans Le Journal de Spirou de 1969 à 1992 et éditée en albums de 1972 à 1992 par Dupuis. Interrompue en 1978, elle a été poursuivie par Mazel seul (scénario et dessin) à partir de 1983.
Cette série est terminée.

## Historique
Au début des années 1960, Mazel rêvait de travailler pour Le Journal de Spirou mais sa première expérience au sein du magazine (un récit de quatre planches de la série Les Belles Histoires de l'Oncle Paul en 1963) ne convenant pas au rédacteur en chef de l'époque, Yvan Delporte, il poursuit sa carrière dans l'hebdomadaire concurrent, Le Journal de Tintin, pour lequel il crée, avec le scénariste Vicq un personnage de mousquetaire, Fleurdelys (Les Aventures de Fleurdelys et Patatrac), qui vivra quelques aventures sans lendemain. 
Décidé à ne pas renoncer à son rêve, Mazel profite du départ de Delporte, congédié en 1968, pour frapper à nouveau à la porte de l'hebdomadaire de Marcinelle en 1969. Il y est reçu par Charles Dupuis, éditeur du magazine, qui assume alors temporairement lui-même le rôle de rédacteur en chef (le remplaçant d'Yvan Delporte, Thierry Martens, ne prendra ses fonctions qu'en juillet 1969). Mazel lui présente notamment ses planches de Fleurdelys, ce qui tombe à point nommé puisque Dupuis recherche un dessinateur pour une série de cape et d'épée qu'il souhaite lancer et dont il a confié le scénario à son nouveau scénariste alors en pleine ascension (il vient de créer Les Tuniques Bleues l'année précédente), Raoul Cauvin. Il demande alors à Mazel de réaliser quelques essais pour cette nouvelle série. Le sort de Mazel se joue en quelques minutes. Charles Dupuis lui a annoncé qu'il se trouvait en concurrence avec un dessinateur espagnol et examine les projets de personnages qu'il lui présente, mais n'est pas convaincu par le personnage de la jument. Alors que Charles Dupuis est au téléphone, Mazel esquisse rapidement ce qui deviendra le personnage de Câline en affublant la jument d'une coiffure évoquant celle de la Brigitte Bardot de ces années-là et la parant d'une fleur dans sa crinière. Séduit par cette esquisse et impressionné par la dextérité du dessinateur, Charles Dupuis annonce à Mazel qu'il lui confie le dessin de la série.
Après un galop d'essai sur un récit complet de six planches intitulé Le Diamant noir, dans lequel ne figure aucun des personnages de la future série, publié dans le no 1608 du Journal de Spirou du 6 février 1969, la série débute rapidement avec un premier récit de 22 planches intitulé Les Mousquetaires dans le no 1617 du 10 avril 1969 où elle a les honneurs de la couverture, Mazel donnant le ton de la série en présentant Câline assise, pattes croisées et furieuse, sur un homme qui a eu le malheur de se moquer d'elle. André Franquin réalise pour l'occasion un dessin d'illustration montrant Spirou habillé en mousquetaire brandissant un fleuret avec ce texte : « Mazel ? Un pinceau vif comme une épée ! ». La série sera ensuite publiée sous le titre Les Mousquetaires à partir de 1972.
Plébiscitée par les lecteurs du journal, la série va se poursuivre régulièrement jusqu'en 1978, sans jamais avoir les honneurs d'une collection d'albums, seuls un album broché dans la « Collection Okay » (qui regroupait des titres de différentes séries) en 1972 et un album cartonné bien plus tard dans la collection « Péchés de jeunesse » en 1984 ayant été publiés, en raison, semble-t-il, de la mésentente entre Mazel et Thierry Martens.
Mazel, qui malgré le ton humoristique et parodique de la série, mettait un point d'honneur à éviter les anachronismes en assurant un dessin exact et documenté, souhaitait orienter la série vers une plus grande rigueur historique, ce qui ne convenait pas à Raoul Cauvin. La série est arrêtée en 1976 après l'épisode L’Affaire des fuites avant d'être reprise à partir de 1983 par Mazel seul et de bénéficier alors de la publication de quatre albums cartonnés entre 1990 et 1992, avant d'être abandonnée définitivement en 1992 après l'épisode Le Fou du roy.

## Description

### Résumé
Calebasse, jeune gascon, monte à la capitale avec sa jument Câline afin de réaliser son rêve : intégrer le corps des Mousquetaires du roi Louis XIII. En chemin, il croise la route de Monsieur de Château-Neuf-du-Pape et Monsieur de Saint-Émilion, deux mousquetaires indisciplinés et portés sur la bonne chère et la bouteille. Si cette première rencontre se passe mal, les mousquetaires ayant cru pouvoir se moquer de l'allure paysanne du jeune Calebasse et de la corpulence de sa jument, le trio (quatuor avec Câline !) deviendra inséparable. Bientôt admis au sein des mousquetaires dirigés par M. de Tréville, Calebasse va vivre avec ses amis d'innombrables aventures au cours desquelles ils déjoueront les complots fomentés contre le roi, parfois par Richelieu, le propre conseiller du roi.

### Personnages
- Calebasse : un jeune gascon sans fortune, dont l’expression favorite est « mille cloportes ! »,  qui débarque à Paris juché sur sa jument afin d'intégrer le corps des mousquetaires du roi Louis XIII, ce à quoi il parviendra après quelques péripéties

- Câline : la jument montée par Calebasse, cheval de trait dont la blonde crinière, parée d'une fleur, évoque la coiffure de Brigitte Bardot, fidèle destrier du jeune mousquetaire, au caractère irascible, qui n'hésite pas à s'asseoir sur les ennemis ou simplement ceux qui se sont moqués de sa corpulence et de son style particulier en poussant son célèbre hennissement « Hirâhirâhirâhirâ »

- Monsieur de Château-Neuf-du-Pape (tout d'abord dénommé Château-du-Pape) et Monsieur de Saint-Émilion : mousquetaires du roi, indisciplinés et meilleurs amis et alliés de Calebasse, dont les patronymes les caractérisent à merveille : portés sur la bouteille, amateurs de bonne chère (pour Monsieur de Saint-Émilion) et de jolies femmes (pour Monsieur de Château-Neuf-du-Pape)

- Monsieur de Tréville : chef des mousquetaires

- Louis XIII : roi de France, protecteur des mousquetaires

- Le Cardinal de Richelieu : conseiller du roi, dont le rêve est d'embastiller Calebasse et ses amis qui contrecarrent régulièrement ses complots contre le roi

## Analyse
La série fait largement référence à la réalité historique du règne de Louis XIII et surtout au roman d'Alexandre Dumas Les Trois Mousquetaires dont il reprend les personnages principaux et une partie de l'intrigue en la tirant vers le comique : Calebasse fait ainsi référence au personnage de D'Artagnan, jeune gascon sans fortune qui se rend à Paris pour intégrer les mousquetaires du roi, Monsieur de Château-Neuf-du-Pape et Monsieur de Saint-Émilion font référence respectivement aux personnages d'Athos et Portos, tandis que les personnages historiques présents dans le roman (Louis XIII, Richelieu, M. de Tréville) sont repris également.

## Postérité
La série, très appréciée des lecteurs du Le Journal de Spirou dans laquelle elle sera publiée de 1969 à 1978 puis de 1983 à 1992, n'a bénéficié que de peu d'albums, lesquels n'ont jamais été réédités, en sorte qu'elle était tombée dans l'oubli, laissant de nombreux récits inédits.
La publication de la totalité des planches et illustrations de la série réalisée par Dupuis entre 2013 et 2014 a permis de la faire sortir de l'oubli et ces trois intégrales ont reçu un accueil plutôt positif :
- Berthold, de sceneario.com : « Quel plaisir de lire à nouveau et de découvrir pour certains, les aventures de Câline et Calebasse (…) Cauvin s'amuse à revisiter l'univers des mousquetaires, avec ce gascon tout aussi fougueux que le célèbre D'Artagnan. Il y met beaucoup d'humour et du rythme dans ces pages (…) Le trait de Mazel est fluide et net. Il y a un certain dynamisme dans la rythmique de sa mise en page. Il respecte aussi les costumes et les situations de l'époque pour éviter les anachronismes. »[13]

- Didier Pasamonik, de actuabd.com : « Câline et Calebasse valent le détour grâce à l’excellente caractérisation de ses personnages (…) mais aussi à un dessin vif, clair, expressif qui s’inscrit parfaitement dans la tradition de l’école de Marcinelle. »[1]

- Noé Gaillard, de daily-passions.com : « N’hésitez pas ! Quel que soit le souvenir que vous avez de cette série, vous y trouverez votre compte et découvrirez que le temps ne ride pas les BD qui savent dire. Et il me semble que pour parvenir à ce niveau il faut un rapport d’évidence entre scénariste et dessinateur. Il faut que le duo fonctionne, que ses membres s’entendent comme larrons en foire. »[14]

- Noël Esnault, de bullesdesalon.com : « Encore un trésor oublié du journal de Spirou, de l'aventure pleine d'humour, typiquement une de ces merveilles qui font la joie des petits et des grands, de 7 à 77 ans ( comme on disait dans un journal concurrent de l'époque ) ! »[15]

## Publications

### Dans des périodiques
- Le Journal de Spirou

| Titre                                                           | Année | n° de Spirou   | Commentaire                    |
| --------------------------------------------------------------- | ----- | -------------- | ------------------------------ |
| Les Mousquetaires                                               | 1969  | n° 1617 à 1626 | Couverture du n° 1617          |
| Les Joyaux de la reine                                          | 1969  | n° 1649 à 1659 |                                |
| La Vie n’est pas rose (gag)                                     | 1970  | n° 1665        |                                |
| A l’ombre de la bastille                                        | 1970  | n° 1676 à 1681 | Couverture du n° 1676          |
| (une histoire de 5 planches)                                    | 1970  | n° 1682        |                                |
| La Grande Matagne                                               | 1970  | n° 1707 à 1724 | Couverture des n° 1708 et 1719 |
| (une histoire de 2 planches)                                    | 1971  | n° 1726        |                                |
| Les Mousquetaires du Bon Dieu                                   | 1971  | n° 1739 à 1745 | Couverture des n° 1739 et 1742 |
| (gag)                                                           | 1971  | n° 1746        |                                |
| (une histoire de 6 planches)                                    | 1971  | n° 1756        |                                |
| Les Mousquetaires du printemps (une histoire de 5 planches)     | 1972  | n° 1771        |                                |
| (une histoire de 5 planches)                                    | 1972  | n° 1774        |                                |
| (une histoire de 2 planches)                                    | 1972  | n° 1787        |                                |
| Chaud effroi pour le Cardinal                                   | 1973  | n° 1814 à 1818 | Couverture du n° 1814          |
| Tous contre un… Un contre tous !                                | 1973  | n° 1791 à 1800 | Couverture du n° 1791          |
| Un Canon pour La Rochelle                                       | 1973  | n° 1838 à 1847 | Couverture du n° 1838          |
| La Marquise d’Aubray                                            | 1973  | n° 1873 à 1882 | Couverture du n° 1873          |
| Les Avatars de M. de Saint–Emilion                              | 1974  | n° 1888 à 1894 | Couverture du n° 1888          |
| Le Vaisseau des brumes                                          | 1975  | n° 1922 à 1938 | Couverture du n° 1922          |
| L’affaire des fuites                                            | 1976  | n° 2017 à 2030 | Couverture du n° 2018          |
| (gag)                                                           | 1978  | n° 2084        |                                |
| Monsieur de Châteauneuf (une histoire de 7 planches)            | 1980  | n° 2198        |                                |
| Guerre et paix (une histoire de 4 planches)                     | 1983  | n° 2366        | Couverture du n° 2366          |
| (gag)                                                           | 1983  | n° 2373        |                                |
| (une histoire de 8 planches)                                    | 1983  | n° 2379        |                                |
| Sur ordre de sa Majesté (une histoire de 2 planches)            | 1983  | n° 2384        |                                |
| Retour en grâce (une histoire de 6 planches)                    | 1984  | n° 2389        |                                |
| Les magnifiques (une histoire de 9 planches)                    | 1984  | n° 2395        |                                |
| (gag)                                                           | 1984  | n° 2399        |                                |
| Voyance (une histoire complète)                                 | 1984  | n° 2400        |                                |
| Cartomance (une histoire de 2 planches)                         | 1984  | n° 2404        |                                |
| Marc de café (une histoire de 2 planches)                       | 1984  | n° 2409        |                                |
| Astrologie (une histoire de 2 planches)                         | 1984  | n° 2412        |                                |
| Ménie Grimoire (gag)                                            | 1984  | n° 2414        |                                |
| Boule de cristal (gag)                                          | 1984  | n° 2418        |                                |
| Gadoue (gag)                                                    | 1984  | n° 2419        |                                |
| Nuit fatale (une histoire de 2 planches)                        | 1984  | n° 2421        |                                |
| Éminente colère (une histoire de 4 planches)                    | 1984  | n° 2422        |                                |
| Complexe (une histoire de 4 planches)                           | 1984  | n° 2423        |                                |
| (une histoire de 2 planches)                                    | 1984  | n° 2428        |                                |
| Monsieur de la Pétaudière (une histoire de 3 planches)          | 1984  | n° 2429        |                                |
| (gag)                                                           | 1984  | n° 2435        |                                |
| (une histoire de 2 planches)                                    | 1985  | n° 2440        |                                |
| Le Cul–de–sac (gag)                                             | 1985  | n° 2451        |                                |
| Never (une histoire de 2 planches)                              | 1985  | n° 2453        |                                |
| Nuit blanche par une nuit d’encre (une histoire de 10 planches) | 1985  | n° 2455        |                                |
| (une histoire de 3 planches)                                    | 1985  | n° 2460        |                                |
| Le Dilemme du choix (une histoire de 3 planches)                | 1985  | n° 2467        |                                |
| (gag)                                                           | 1985  | n° 2471        |                                |
| Do cor encore (gag)                                             | 1985  | n° 2473        |                                |
| Purs et durs (une histoire de 2 planches)                       | 1986  | n° 2497        |                                |
| (gag)                                                           | 1986  | n° 2509        |                                |
| Ouiiiin (gag)                                                   | 1986  | n° 2511        |                                |
| (gag)                                                           | 1986  | n° 2516        |                                |
| Soucis de sous (gag)                                            | 1986  | n° 2518        |                                |
| Esprit de famille (gag)                                         | 1986  | n° 2519        |                                |
| Nostalgie (gag)                                                 | 1986  | n° 2524        |                                |
| Le Grand Secret                                                 | 1989  | n° 2667 à 2674 |                                |
| Le Trentième denier                                             | 1990  | n° 2702 à 2711 | Couverture du n° 20702         |
| La Tour de Nesle                                                | 1991  | n° 2768 à 2778 |                                |
| Le Fou du roy                                                   | 1992  | n° 2818 à 2827 |                                |

### En albums

#### Hors série
scénario de Raoul Cauvin, dessin de Mazel
- Câline et Calebasse - Les Mousquetaires, 44 pages, album broché, couverture souple, Dupuis, collection « Album Okay » n° 3, janvier 1972[16]
- Le Vaisseau des brumes, 44 pages, Dupuis, collection « Péchés de jeunesse » n° 19, septembre 1984  (ISBN 2-8001-1034-1)[17]
- Un canon pour La Rochelle,  Récréabull, mars 1986[18]
- Les Joyaux de la reine, 51 pages, noir et blanc, album broché,  couverture souple, tirage limité à 1000 exemplaires, Point Image, collection « Monde cruel », avril 1998  (ISBN 2-930110-23-6)[19]

#### Série
La série est éditée sous le titre Les Mousquetaires
scénario et dessin de Mazel, couleurs de Vittorio Léonardo, Dupuis
1. Le Grand Secret, 44 pages, mars 1990  (ISBN 2-8001-1747-8)[20]
2. La Nuit des gargouilles, 44 pages, novembre 1990  (ISBN 2-8001-1780-X)[21]
3. La Tour de Nesle, 44 pages, novembre 1991  (ISBN 2-8001-1839-3)[22]
4. Le Fou du roy, 44 pages, août 1992  (ISBN 2-8001-1940-3)[23]

#### Intégrales
Les intégrales sont éditées sous le titre Câline & Calebasse
scénario de Raoul Cauvin et Mazel, dessin de Mazel, couleurs de Vittorio Léonardo, Dupuis
Les trois volumes reprennent l'intégralité des récits et gags publiés dans Le Journal de Spirou par ordre chronologique, ainsi que les illustrations et les couvertures parues dans le magazine, et contiennent chacun un dossier réalisé par Patrick Gaumer.
1. Câline & Calebasse - L'intégrale 1, 296 pages, juin 2013  (ISBN 978-2-8001-5726-9)[24]
2. Câline & Calebasse - L'intégrale 2, 264 pages, mai 2014  (ISBN 978-2-8001-5748-1)[25]
3. Câline & Calebasse - L'intégrale 3, 288 pages, septembre 2014  (ISBN 978-2-8001-6100-6)[26]